# IJzerlo
IJzerlo (Nedersaksisch: Iezerloo of d'Nestiezern) is een buurtschap in de Achterhoekse gemeente Aalten, in de Nederlandse provincie Gelderland, met 151 inwoners (per 1 januari 2019). Daarnaast leefden er in 2006 nog 470 personen bewoners in het buitengebied van IJzerlo. IJzerlo geniet enige bekendheid vanwege de jaarlijkse Farm & Country Fair en de opvoering van openluchtspelen.

## Ligging
IJzerlo ligt aan de N819 halverwege de plaatsen Aalten en Dinxperlo. IJzerlo grenst aan de Duitse gemeente Bocholt en aan de Aaltense buurtschappen Lintelo, De Dinxperlose Heurne en de Aaltense Heurne.

## Economie en werk
IJzerlo is een agrarische samenleving, waar een gedeelte van de bevolking dan ook zijn werk in vindt, verder zijn er nog enkele bedrijven rondom de kern van IJzerlo te vinden, die zich veelal op agrarische bedrijven richten.

## Toerisme
In IJzerlo zijn diverse mini-campings aanwezig. Bezoekers komen op de rustige omgeving en het landelijke landschap af, ook is er een manege aanwezig, die regelmatig officiële wedstrijden organiseert waar veel paardenfans naartoe komen.
Sinds 1996 wordt bij het dorp jaarlijks de Farm & Country Fair georganiseerd.